# マチルダ・スミス
マチルダ・スミス（Matilda Smith、1854年 - 1926年）はイギリスの植物画家である。カーティス・ボタニカル・マガジンの図版を40年間に渡って作成した。

## 略歴
インドのボンベイで生まれた。幼い頃に家族はイギリスに移った。またいとこの植物学者のジョセフ・ダルトン・フッカーから植物学や植物画への関心を与えられた。フッカーの娘のハリエットもマチルダと同い年で、後におなじように植物画家となった。ダルトンが王立植物園（キューガーデン）の園長になると、植物画家を選ぶ権限を持つようになり、マチルダとハリエットを植物画家として育成するために植物園に採用した。
1787年に創刊され、創刊者のウィリアム・カーティスが没した後も発行が続けられていたカーティス・ボタニカル・マガジンの編集もをダルトンが担当するようになった後、それまで図版を描いていたウォルター・フィッチと報酬について対立し、1877年にフィッチはボタニカル・マガジンの仕事をやめ、マチルダとハリエットがその仕事を継ぐことになった。マチルダは1879年から1881年の間に毎号20点ほどの植物画を描き、1887年までにほとんどすべての図版はマチルダが描くようになった。1878年から1923年の間にボタニカル・マガジンに2,300の植物画を描いた。
1921年にロンドン・リンネ協会の会員に選ばれた。これは女性としては2人目であった。イワタバコ科のスミシアンサ属(Smithiantha）などに献名されている。

## スミスの植物画

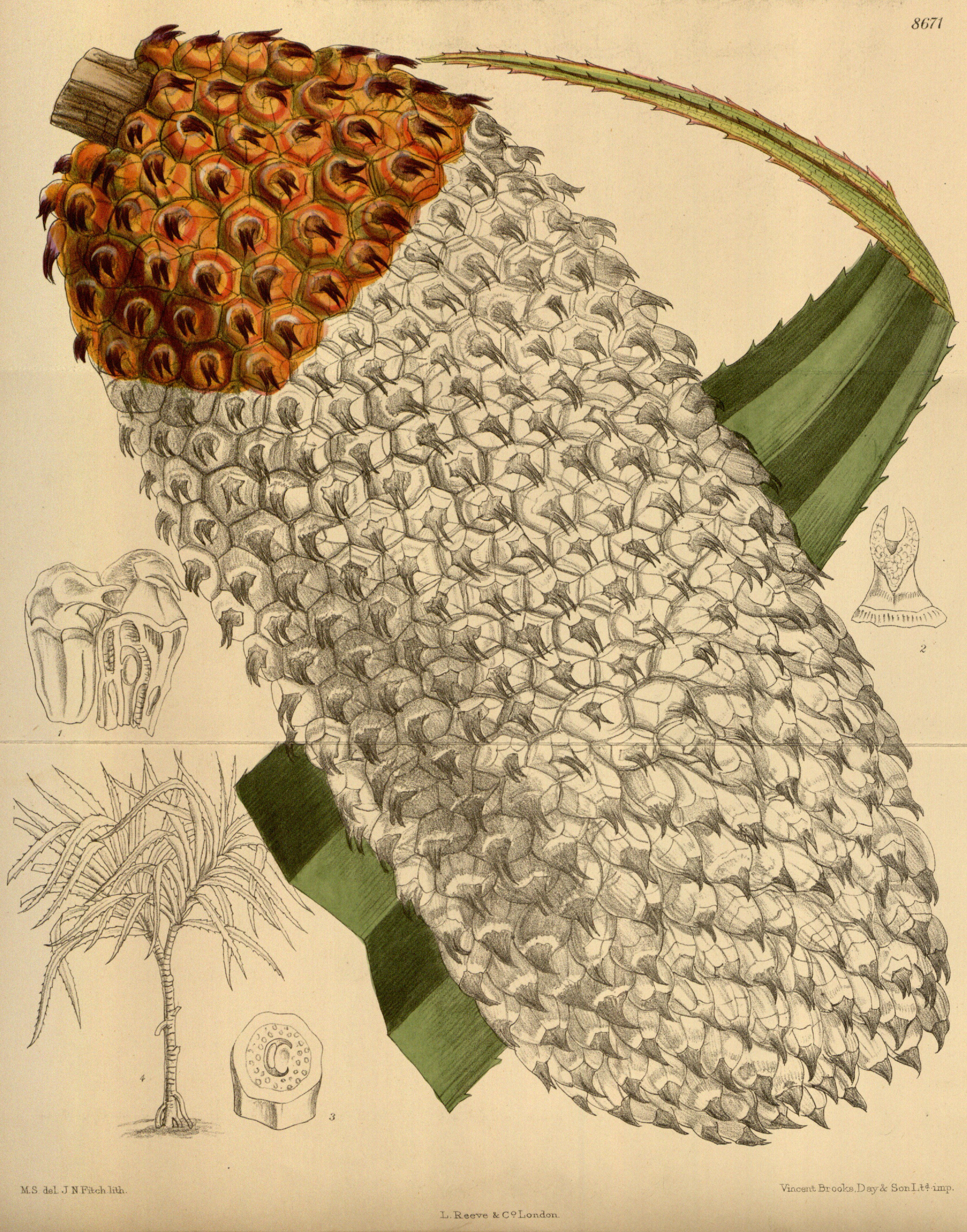
Pandanus furcatus, 1916.
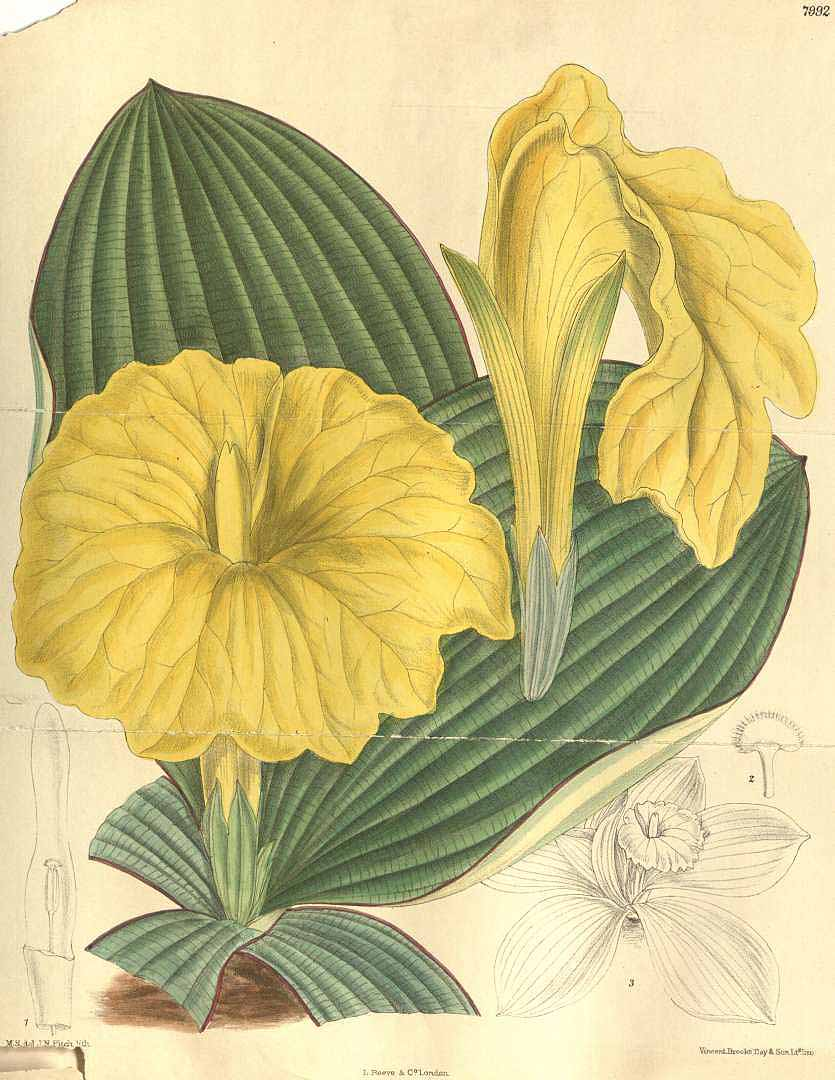
Costus spectabilis, 1905.
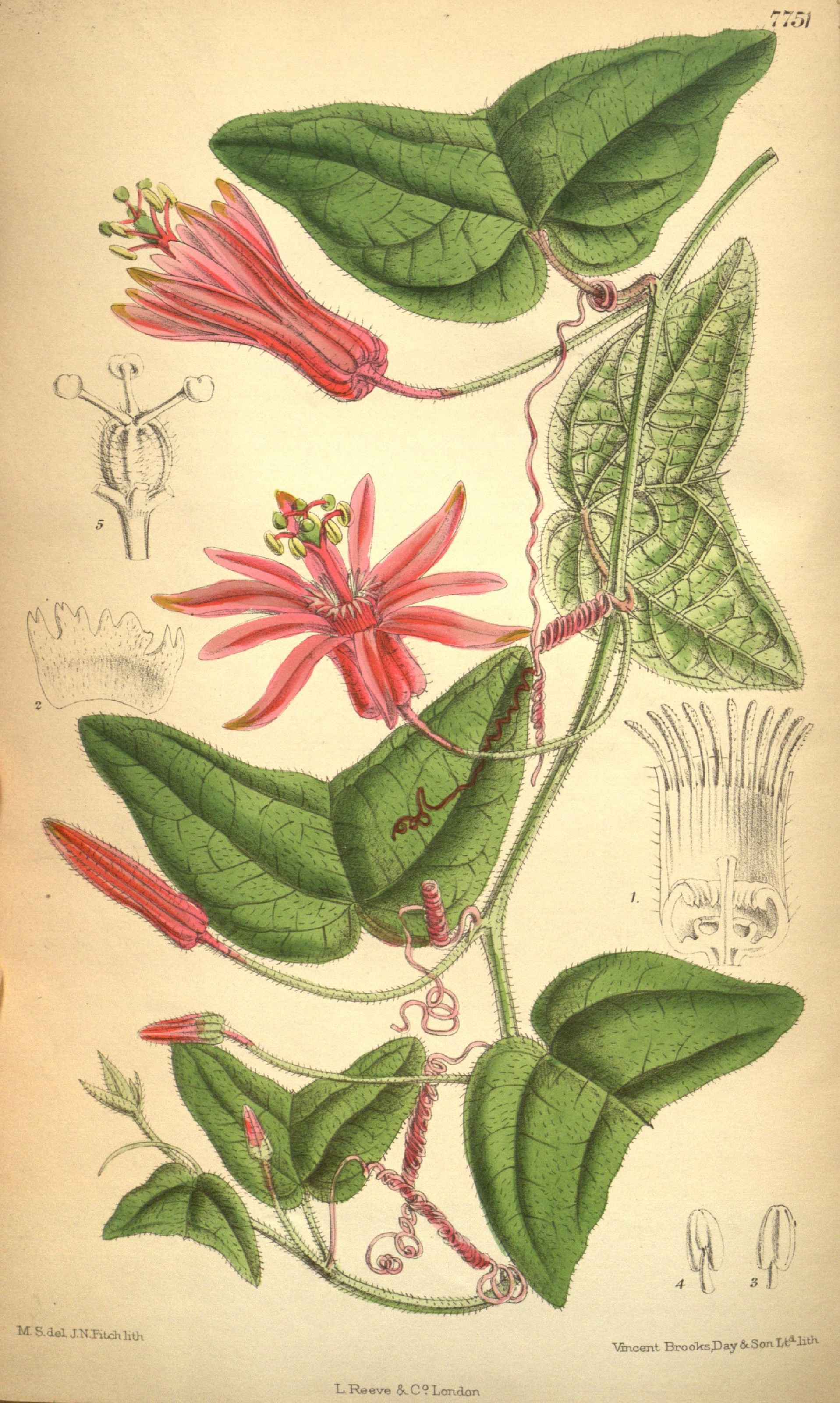
Passiflora sanguinolenta, 1900.
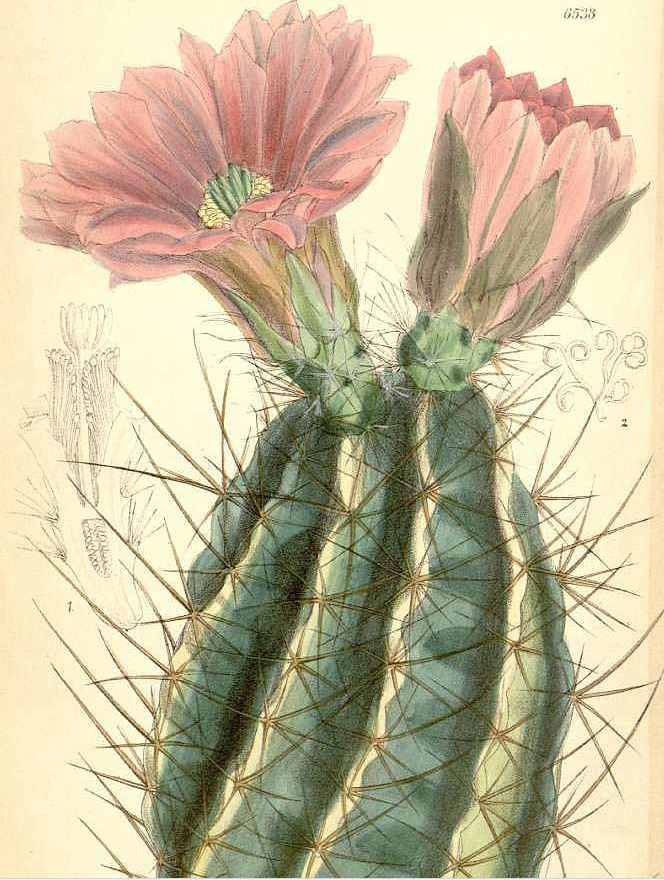
Echinocereus fendleri, 1880.
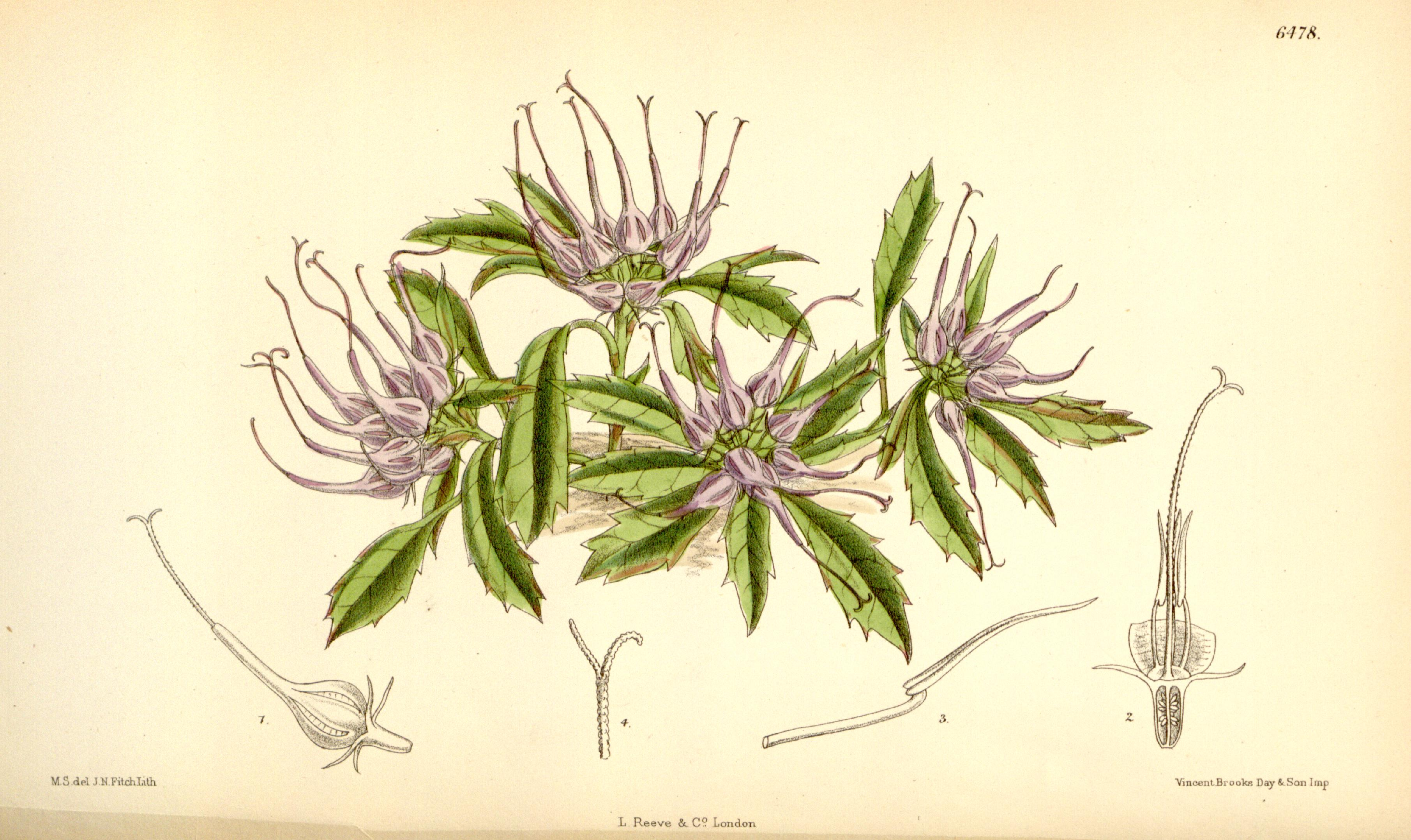
Phyteuma comosum, 1880.
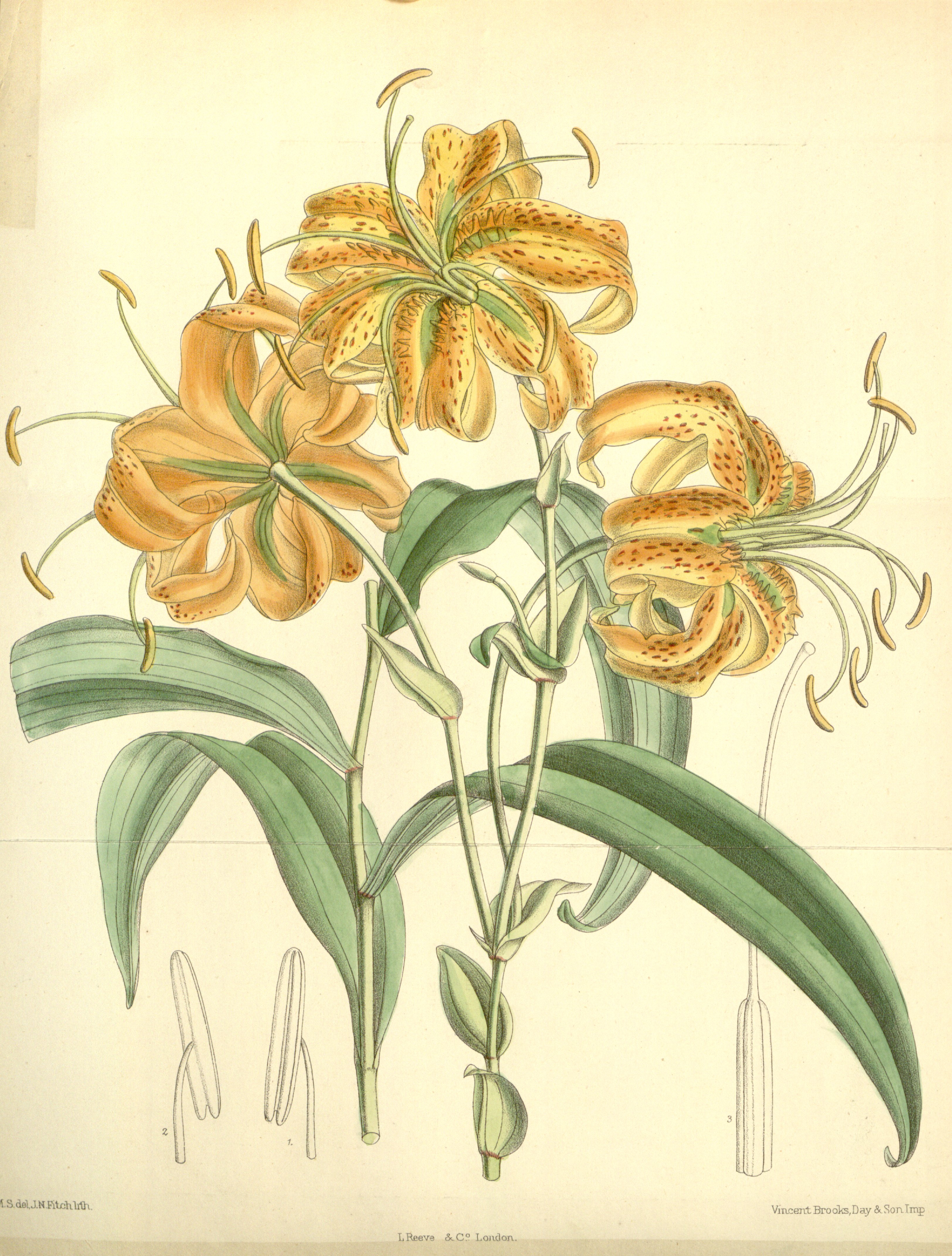
Lilium henryi, 1891.
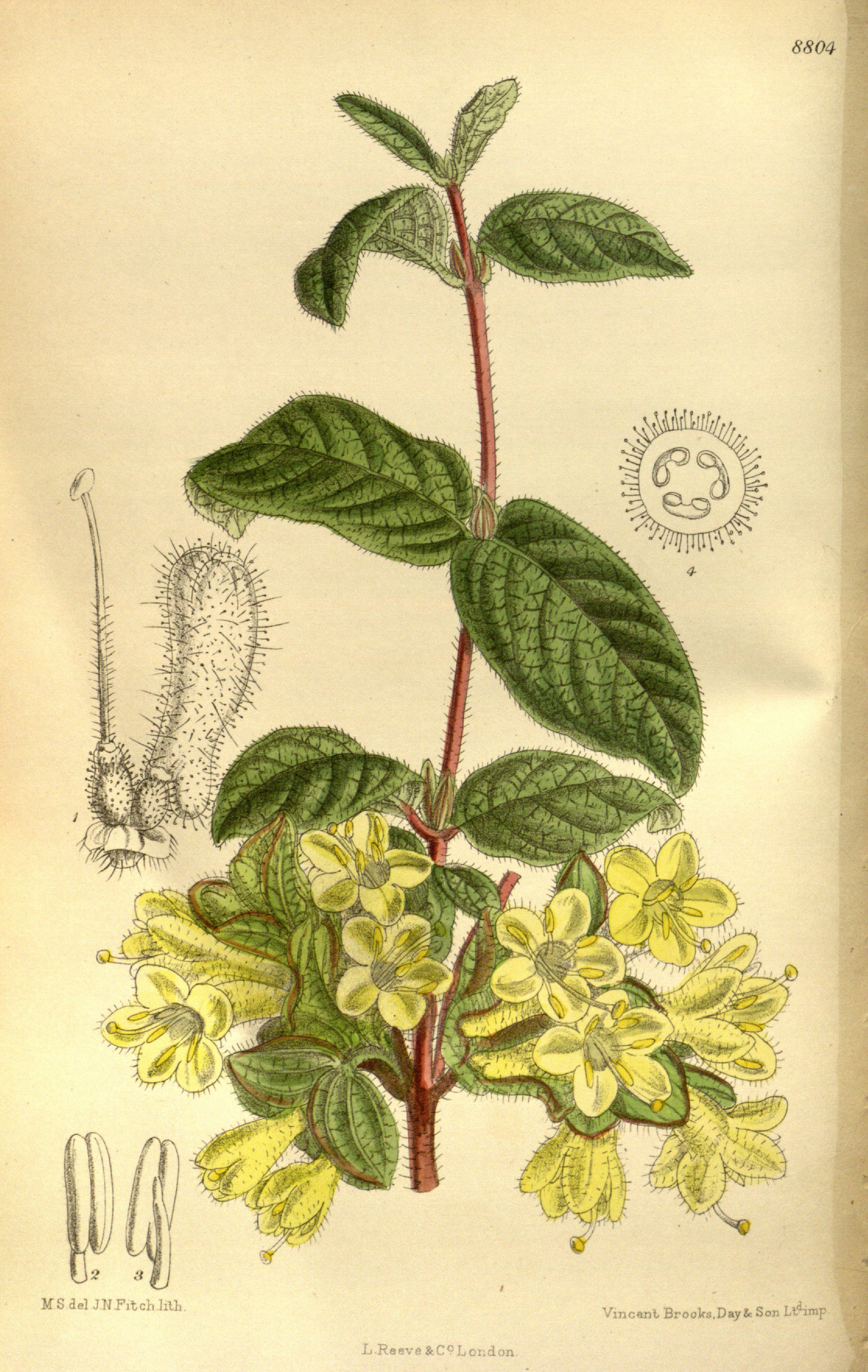
Lonicera hispida (as L. chaetocarpa), 1919.